# Nahuel y el libro mágico
Nahuel y el Libro Mágico  es una película animada chilena-brasileña de 2020, dirigida por Germán Acuña Delgadillo, coproducida por los estudios chilenos Punkrobot y Levante Films de Brasil. Es la primera película animada chileno-brasileña en ingresar al Festival Internacional de Cine de Animación de Annecy en Francia. Fue estrenada en Chile el 20 de enero de 2022.

## Argumento
Nahuel vive con su padre en un pueblo de pescadores, pero le tiene mucho miedo al mar. Un día, encuentra un libro mágico que parece ser la solución a este problema, pero un mago oscuro lo persigue y captura al padre de Nahuel. Aquí es donde comienza su fantástica aventura: rescatar a su padre mientras supera sus miedos más profundos.

## Personajes
- Consuelo Pizarro como Nahuel, un joven, curioso, tímido e introvertido protagonista titular de 12 años que fue acosado por Calfunao y Rorro, con mucho miedo al mar, y él es quien le robó el Levisterio para resolver sus miedos, pero luego su padre fue secuestrado por Kalku y la búsqueda comienza para rescatar a su padre y superar sus miedos.
- Muriel Benavides como Fresia, una joven machi mapuche que alberga y ayuda a Nahuel a encontrar a su padre y posiblemente a su interés amoroso.
- Marcelo Liapiz como Kalku, el principal antagonista de la película un hechicero que controla todos los cuervos y secuestró al padre de Nahuel.
- Jorge Lillo como Antonio, es el papá de Nahuel que es pescador y sufrió emocionalmente después de la muerte de su esposa al comienzo de la película. Y fue secuestrado por Kalku después de que una tormenta destruyera su barco.
  - Chon Chon, el comerciante con aspecto de duende de la Taberna que hace un trato con Nahuel con un acertijo.
  - Guardián, un viejo brujo que vive en la casa abandonada.
  - Rorro, el otro matón de Nahuel y amigo de Calfunao.
  - y Don Simón, el hombre que compra el huevo en el mercado.
- Sandro Larenas como Elzaino, el dueño de la taberna.
- Sebastián Dupont Gallardo como Ruende, un lobo parlante que quería vengarse de Kalku. También se expresó como Calfunao, el matón de Nahuel.
- Vanesa Silva como Consuelo, la difunta mamá de Nahuel y esposa de Antonio.
  - Raiquen, la esposa de Ruende que fue maldecida por Kalku.
  - Huenchur, uno de los recuperadores mapuche que salvan a Nahuel.
  - Sra Hilda, la anciana del mercado.
- Sergio Schmied como Trauco, una vieja criatura que necesita la ayuda de Nahuel para encontrar a Kalku.

## Producción
La producción cinematográfica comienza en 2015 con la ayuda del estudio de animación brasileño Levante Filmes y los otros estudios de animación chilenos más adelante durante los próximos años como Punkrobot Studio, que crearon y produjeron el cortometraje ganador del Oscar Bear Story , Red. Estudios de animación, Estudios de animación Dragao y Estudios de animación LMS.
Los CEOs de Punkrobot y Levante Films, Patricio Escala y Sabrina Bogado, logran ayudar a Acuña y su equipo a realizar la película lo antes posible gracias a su financiación.
El cofundador de Carburadores y el director ejecutivo de Levante Films, Sebastián Ruz y Livia Pagano, fueron los productores de la película para contratar animadores, productores de sonido, editores, financiadores y agentes de ventas.
Los guionistas de la película fueron Germán Acuña y Juan Pablo Sepúlveda, quienes escribieron juntos tras su investigación allá por 2012, cuando se encontraba en la isla de Chiloé .
Los compositores musicales fueron Acuña, Felicia Morales y Christopher Carvajal y los diseñadores de sonido como Marcelo Vidal y Leonardo Guimaraes utilizan el dispositivo de software llamado Alcateia Digital para crear sonidos para las escenas, Marcelo Jara sería el editor de la película.
El director de animación fue Enrique Ocampo y la supervisora general de animación fue Rosamary Martinez, para ayudar al equipo de animadores en los estudios. El director de arte de la película es también el director Acuña y Coni Adonis, los artistas de fondo como Acuña, Coni Adonis, Javier Navarro, Francisco Vasquez, Luna Vargas y Luisa Adonis, el diseño de personajes Cristóbal Macaya hace que la película sea caricaturesca.
Los animadores de la película fueron acreditados de los otros estudios de animación de Chile, Brasil y Perú como Punkrobot, Levante, Red, Dragao y LMS.

## Premios y nominaciones
Nahuel y el libro mágico obtuvo el primer lugar en la novena versión del Festival Internacional de Animación Chilemonos y fue nominada a los Premios Quirino en las categorías Mejor Largometraje de Animación Iberoamericano y Mejor Diseño de Animación de Obras de Animación Iberoamericana.
| Premio                                         | Categoría                                                     | Año  | Resultado |
| ---------------------------------------------- | ------------------------------------------------------------- | ---- | --------- |
| Festival Internacional de Animación Chilemonos | Premio al Largometraje Latinoamericano                        | 2020 | Ganadora  |
| Premios Quirino de la Animación Iberoamericana | Mejor Largometraje de Animación Iberoamericano                | 2021 | Pendiente |
| Premios Quirino de la Animación Iberoamericana | Mejor Diseño de Animación de Obra de Animación Iberoamericana | 2021 | Pendiente |